# Celiptera grisescens
Celiptera grisescens là một loài bướm đêm trong họ Erebidae.